# Lotos-105
Lotos-105 — российский полунизкопольный городской автобус большой вместимости, выпускающийся на ремонтно-механическом заводе «РариТЭК» (Набережные Челны) с 2019 года.

## История
Впервые автобус Lotos-105 был представлен в октябре 2018 года на выставке Busworld Russia в Московском «Крокус Экспо», а позже — на Петербургском газовом форуме. В разработке модели принимала участие китайская компания Foton Motor. По большей части Lotos-105 является лицензионным клоном автобуса Foton C10, но большая часть деталей локализована в Российской Федерации.
Испытания автобусов начались в 2019 году в Новосибирске, а позже — в десятках российских городов. Серийно автобус выпускается с лета 2019 года, первая партия автобусов поступила в Чебоксары. С осени 2023 года многие автобусы эксплуатируются в Ставрополе. К 2023 году было выпущено более 400 экземпляров.
Конкурентом модели является ЛиАЗ-4292.

## Конструкция
Автобус Lotos-105 имеет две двустворчатые планетарные двери спереди и посередине. Напротив средней двери расположены места для лиц с ограниченными возможностями. Почти по всему салону расположены кнопки остановки на поручнях. Несмотря на большую вместимость, автобус, по мнению экспертов, способен обслуживать маршруты с пассажиропотоком не выше среднего.
Число мест для сидений варьируется от 25 до 29, имеются два раскладных сидения в районе накопительной площадки. Возле каждого сидения расположены USB-розетки.

## Моторизация
Автобус Lotos-105 оснащён моно-газовым двигателем Yuchai YC6G260N-50, ресурс которого 1 000 000 км, работает в паре с шестиступенчатой автоматической трансмиссией (селектор АКПП слева от места водителя). Двигатель работает как на компримированном, так и на сжиженном природном газе (метане). Общая ёмкость газовых баллонов на крыше 984 л, а запас хода — до 500 км. Расчётный срок службы автобуса 10 лет.

## Модификации
- Lotos-105C02 (CNG) — модификация на компримированном природном газе с 8 баллонами на крыше объёмом 984 литра и запасом хода 550 км[23][24]. Выпускается с 2019 года, в 2023 году обновлённая версия презентована мэру Казани Ильсуру Метшину[25][26].
- Lotos-105LNG — модификация на сжиженном природном газе с криогенным баком объёмом 450 л и запасом хода 550 км[27][28].
- Lotos-105D-01 — модификация с дизельным двигателем, МКПП QJ1206.
- Lotos-105D-02 — модификация с дизельным двигателем, АКПП Allison T280R[29].

## Критика
Автобусы Lotos-105 в основном критикуются за низкую для большого класса вместимость (не более 92 человек), а также за полунизкопольную компоновку с двумя дверьми.
В апреле 2023 года, на презентации обновлённой версии автобуса, мэр Казани Ильсур Метшин сказал об автобусе следующее:
Полунизкопольный автобус – пройденный этап для Казани, мы от этого ушли. Дождемся вашего нового 12-метрового автобуса, когда появится, будем смотреть. Просьба учесть наши рекомендации.Мэр Казани Ильсур Метшин, kzn.ru